# Roger-Bernard IV de Foix-Castelbon
Pour les articles homonymes, voir Roger-Bernard de Foix.
Roger-Bernard IV de Foix-Castelbon (vers 1330-†1381) est vicomte de Castelbon, il est le fils de Roger-Bernard III de Foix-Castelbon, vicomte de Castelbon et de Constance de Luna. Il est l'ancêtre au huitième degré du roi de France Henri IV.

## Biographie
Il est le cadet des fils de Roger-Bernard III de Foix-Castelbon et de Constance de Luna, et obtient la vicomté de Castelbòn (Castelbò en catalan) et les autres terres catalanes.

## Mariage et enfants
Il épouse à Géraude de Navailles ; de ce mariage naissent :
- Mathieu de Foix-Castelbon (†1398), Meurt en 1398, sa sœur Isabelle lui succède.
- Isabelle de Foix-Castelbon, qui lui succède après la mort de son frère.